# Умеелвен
Умеелвен (на шведски: Umeälven) е река в Северна Швеция (провинция Вестерботен), вливаща се в Ботническия залив на Балтийско море. Дължина 470 km, площ на водосборния басейн 26 815 km².

## Географска характеристика
Река Умеелвен изтича от южния ъгъл на езерото Еверуман, разположено на 521 m н.в. в северната част на Скандинавските планини на границата с Норвегия. По цялото си протежение тече в югоизточна посока по платото Норланд в тясна и дълбока долина през множество големи проточни езера (Еутан, Струман и др.), а между тях и по-надолу образува бързеи, прагове и малки водопади (Гардикфорсен и др.). В долното течение тече по хълмиста приморска равнина. Влива се в западната част на Ботническия залив на Балтийско море, при град Холмсунд.
Водосборният басейн на река Умеелвен обхваща площ от 26 815 km², като малка част от него се намира на норвежка територия. Речната ѝ мрежа е едностранно развита с много повече и по-дълги и пълноводни леви притоци. На североизток и югозапад водосборният басейн на Умеелвен граничи с водосборните басейни на реките Шелефтеелвен, Риклеон, Севарон, Йореелвен, Ийдеелвен, Онгерманелвен и други по-малки, вливащи се в Ботническия залив на Балтийско море, а на северозапад – с водосборните басейни на реките Вефсна, Рьосо, Бьолоа и други по-малки, вливащи се в Норвежко море).
Основни притоци:
- леви – Тернаон, Чиресъон, Гардшьобекен, Юктон (177 km), Люксбекен, Винделелвен (445 km, 12 650 km);
- десни – Рутчеюке, Еумуон, Стурбекен, Паубекен, Русбекен, Рамсон.[1]

Умеелвен има предимно снежно подхранване с ясно изразено пролетно-лятно пълноводие и зимно маловодие. Среден годишен отток в устието 510 m³/s. Замръзва през ноември, а се размразява през май.

## Стопанско значение, селища
В средното и долно течение на реката е изградена каскада от ВЕЦ (Аяурефорсен, Хардикфорсен, Грундфорс, Болфорсен, Тугенфорсен, Харселефорсен – 200 Мвт, Стурнорфорсен – 375 Мвт). Водите ѝ се използват за битово и промишлено водоснабдяване и воден туризъм. Най-големите селища по течението ѝ са градовете Стурюман, Люкселе, Венес, Умео и Холмсунд.